# Mawjoudin
Mawjoudin (àrab: موجودين, Mawjūdīn, literalment ‘Presents’, en el sentit d'‘Existim’) o Iniciativa Mawjoudin per l'Igualtat és una organització no governamental que promou la igualtat de drets per a les minories sexuals, en particular de les persones LGBTQI+, a Tunísia.

## Història
L'organització va ser fundada l'any 2014 per activistes feministes i LGBTQI+ que lluiten contra l'heterosexisme, l'homofòbia, la bifòbia, la transfòbia i el sexisme o qualsevol altra forma de discriminació per orientació sexual, per identitat i expressió de gènere o per característiques sexuals.
L'associació ofereix espais segurs de suport i seguiment psicològic a les víctimes d'aquestes discriminacions. Ofereix llocs on els membres de la comunitat poden ser escoltats i ofereix informació sobre els drets de les persones LGBTQI+.

## Objectius

### Sensibilització i seguiment
L'associació Mawjoudin presenta periòdicament informes sobre els drets de les persones LGBTQI+ per tal de promoure els drets humans i especialment els drets sexuals i corporals. Els seus membres proposen intervencions en espais universitaris.
L'associació disposa d'una xarxa de professionals de la salut (psicoterapeutes, psicòlegs i metges), del dret (juristes i advocats) i realitza una important tasca davant les autoritats polítiques i judicials per tal d'impugnar casos de detencions arbitràries vinculades únicament a la identitat de gènere o a l'orientació sexual, o fins i tot casos de tortures perpetrades per la policia.
L'associació també ofereix tallers per tal d'ampliar la xarxa de persones sensibles a aquesta temàtica i per posar en marxa actes de solidaritat comunitària.
Un dels membres de l'associació va produir dues tires còmiques basades en testimonis de persones LGBTQI+.
L'any 2018, l'associació va informar d'unes declaracions homòfobes d'Amine Gara, presentador de l'emissora Radio Mosaïque FM i ambaixador de la marca de la companyia francesa de petroli i gas Total, durant el seu programa Chellet Amine. En resposta a aquest missatge d'odi, Total va cancel·lar el contracte del presentador.

### Festival de cinemaqueer

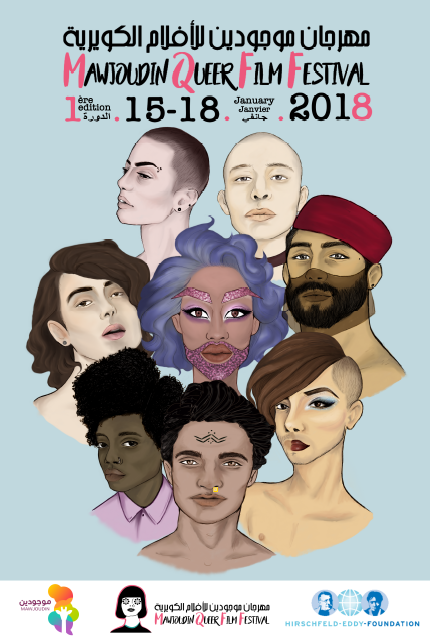
Pòster de la primera edició del festival de cinema queer

Cada any, des del 2018, l'associació organitza el Festival de Cinema Queer, el primer festival d'aquest tipus al país i al nord d'Àfrica. El festival se celebra al centre de Tunis.

## Col·laboracions
L'associació compta, entre els seus col·laboradors internacionals, amb institucions que treballen fora de l'àmbit de les comunitats LGBTI+ tunisianes.
L'associació també forma part de la coalició tunisiana pels drets de les persones LGBTQI+ juntament amb altres associacions com ara Chouf, que organitza el festival feminista Chouftouhonna, o Damj.